# (542) Susanna
(542) Susanna ist ein Asteroid des Hauptgürtels, der am 15. August 1904 von den deutschen Astronomen Paul Götz und August Kopff in Heidelberg entdeckt wurde. 
Benannt ist der Asteroid nach einer Freundin der Entdecker.